# كوينتانابالا
بلدية كوينتانابالا (بالإسبانية: Quintanapalla)‏, هي إحدى بلديات مقاطعة برغش, التي تقع في منطقة قشتالة وليون, والتي تقع في شمال غرب إسبانيا.
يبلغ عدد سكانها 119 نسمة وفقاً لإحصائية سنة (2002).